# Нейрокибернетика
Нейрокибернетика — научное направление, изучающее основные закономерности организации и функционирования нейронов и нейронных образований. Основным методом нейрокибернетики является математическое моделирование, при этом данные физиологического эксперимента используются в качестве исходного материала для создания моделей.
Одним из наиболее перспективных направлений нейрокибернетики — на стыке между психологией, биологией и информатикой — является моделирование на основе нейронных сетей.
Нейрокибернетика имеет широкий спектр приложений — от медико-биологических разработок до создания специализированных нейрокомпьютеров.
Термин neurocybernetics, используемый за рубежом, имеет несколько иное значение, близкое к бионике. Русскому термину нейрокибернетика соответствует иной английский термин, neural engineering.
Первые нейросети были созданы Розенблаттом и Мак-Каллоком в 1956–1965г. Это были попытки создать системы, моделирующие человеческий глаз и его взаимодействие с мозгом. Устройство, созданное ими тогда, получило название персептрона (perceptron). Оно умело различать буквы алфавита, но было чувствительно к их написанию. Постепенно в 70–80 годах количество работ по этому направлению искусственного интеллекта стало снижаться. Слишком неутешительны были первые результаты. Авторы объясняли неудачи малой памятью и низким быстродействием существующих в то время компьютеров.
Однако в 1980-х в Японии в рамках проекта «ЭВМ V поколения» был создан первый нейрокомпьютер. К этому времени ограничения по памяти и быстродействию были практически сняты.
Появились транспьютеры – параллельные компьютеры с большим количеством процессоров. Транспьютерная технология – это только один из десятка новых подходов к аппаратной реализации нейросетей, которые моделируют иерархическую структуру мозга человека. 